# Буршье
Буршье (фр. Bourchier) или Бушер (англ. Bourchier) — угасший знатный средневековый английский род. Название рода произошло от фр. bouchier. Его представители носили титулы барона и виконта Буршье, барона Бернерс и Фицуорин, графов д’Э и Эссекс.

## История
Род известен с XIII века. Владения рода располагались в графстве Эссекс. В XIV году выдвинулся Роберт (ум. 1349), 1-й барон Буршье. В составе английской армии он принимал участие в нескольких сражениях Столетней войны, включая битву при Креси. Некоторое время Роберт занимал пост лорда Верховного канцлера Англии. От его двух сыновей пошли 2 ветви рода. Старший сын Роберта, Джон (ум. 1400), унаследовал отцовский титул. Как и отец он принимал активное участие в Столетней войне, участвовал во многих сражениях во Франции и Испании. После смерти в 1432 году его внучки Элизабет ветвь угасла, а баронский титул перешёл к другой ветви рода, родоначальником которой был младший сын Роберта, Уильям. Его сын, Уильям (1386 — 28 мая 1420) женился на Анне (Энн) Глостер, дочери Томаса Вудстока, герцога Глостер, благодаря чему породнился с королевской семьёй. В 1419 году король Англии Генрих V даровал Уильяму обширные владения в Нормандии и титул графа Э. Он умер в 1420 году, оставив четырёх сыновей. Из них Томас (ок. 1413 — 30 марта 1486) избрал духовную карьеру. В 1454 году он стал архиепископом Кентерберийским и играл заметную роль во время войны Алой и Белой розы. От трёх же других сыновей Уильяма пошли три ветви рода.

### Ветвь графов Эссекс
Родоначальником данной ветви стал старший из сыновей Уильяма Буршье, графа д’Э — Генри Буршье (ок. 1404 — 4 апреля 1583). Он унаследовал пожалованные Генрихом V его отцу владения в Нормандии, однако после отступления англичан из Франции их потерял. Но в 1432 году Генри унаследовал баронство Буршье. Кроме того, он женился на сестре герцога Ричарда Йоркского, благодаря чему во время войны Алой и Белой розы держал сторону Йорков. Он участвовал в нескольких сражениях в составе армии Йоркистов и после того, как в 1461 году королём стал племянник его жены Эдуард IV, Генри получил титул графа Эссекса.
Наследником Генри в 1483 году стал его внук Генри Буршье (до 1472 — 13 марта 1540), 2-й граф Эссекс и 6-й барон Буршье. Поскольку он не оставил сыновей, титул графа Эссекса был упразднён. Единственная дочь Генри, Анна (ум. 1571), унаследовала титул баронессы Буршье. После её смерти ветвь угасла, а титул баронов Буршье унаследовал Уолтер Деверё, правнук Сисели Буршье, сестры Генри Буршье, 2-го графа Эссекса. Позже для него был восстановлен и титул графа Эссекс.

### Ветвь баронов Фицуорин и графов Бата
Родоначальником данной ветви стал третий из сыновей Уильяма Буршье, графа д’Э — Уильям Буршье (ум. ок. 1470). Он посредством брака унаследовал титул барона Фицуорина. Его внук Джон Буршье (20 июля 1470 — 30 апреля 1539), 11-й барон Фицуорин, в 1536 году получил титул графа Бата.
По мужской линии род угас после смерти Генри Буршье (1593 — 15 августа 1654), 15-го барона Фицуорин и 5-го графа Бат.

### Ветвь баронов Бернес
Родоначальником данной ветви стал младший из сыновей Уильяма Буршье, графа д’Э — Джон Буршье (ок. 1415 — 15 мая 1474). Для него был создан титул барона Бернерса. Его внук Джон (1467 — 16 марта 1532), 2-й барон Бернерс, был канцлером казначейства в 1516—1527 годах. Сыновей он не оставил, титул унаследовала его старшая дочь Маргарет, однако она им никогда не пользовалась.
Из этой ветви также известна Маргарет Буршье (1468—1551), баронесса Брайан, сестра Джона, 2-го барона Бернерс. Она последовательно была гувернанткой детей короля Генриха VIII — Марии, Елизаветы и Эдуарда.

## Генеалогия
Роберт де Буршье; жена: Эмма
- Джон Буршье из Стенстед Холла (ум. 1329), судья; жена: Хелен де Колчестер, дочь Уолтера де Колчестера и Джоан де Моншенси
  - Роберт Буршье (ум. 1349), 1-й барон Буршье, лорд Верховный канцлер Англии в 1340—1341; жена: Маргарет Прейер, дочь сира Томаса Прейера из Сайбл-Хедингхема и Маргарет де Эссекс
    - Джон Буршье (март 1329—1400), 2-й барон Буршье с 1349; жена: Элизабет Коггешолл, дочь сира Джона Коггешолла
      - Бартоломью Буршье (ум. 1409), 3-й барон Буршье с 1400; 1-я жена: Маргарет, вдова Джона де Саттона; 2-я жена: Идонея Ловей
        - Элизабет Буршье (ум. 1 июля 1433), 4-я баронесса Буршье с 1409; 1-й муж: сир Хьюго Стаффорд (ок. 1382 — 25 октября 1420), 1-й барон Стаффорд с 1411; 2-й муж: сир Льюис Робсарт (ум. 1431)

    - Уильям Буршье (ум. 1375); жена: Элеанор де Лувен (27 марта 1345 — 5 октября 1397), дочь Джона де Лувен и Маргарет Уэстон
      - Уильям Буршье (ум. 28 мая 1420), 1-й граф д’Э с 1419, констебль Лондонского Тауэра с 26 ноября 1415; жена: ранее 20 ноября 1405 Анна (Энн) Глостер (апрель 1383 — 16 октября 1438), дочь Томаса Вудстока, герцога Глостер, и Элеоноры де Богун, вдова Эдмунда Стаффорда, 5-го графа Стаффорда
        - Генри Буршье (ок. 1404 — 4 апреля 1483), 2-й граф д’Э 1420—1449?, виконт Буршье с 1446, 5-й барон Буршье с 1432, 1-й граф Эссекс с 1461; жена: Изабелла Плантагенет (1409/21 сентября 1411 — 2 октября 1484), дочь Ричарда Конисбурга, 3-го графа Кембриджа, и Анны Мортимер
          - Уильям Буршье (ум. 14 апреля 1471), 2-й виконт Буршье; жена: Анна Вудвиль (ум. 30 июля 1489), дочь Ричарда Вудвила, 1-го графа Риверса, и Жакетты Люксембургской
            - Генри Буршье (до 1472 — 13 марта 1540), 2-й граф Эссекс и 6-й барон Буршье с 1483; жена: с ок. 1478 Мэри Сей (ум. после июня 1535), дочь сира Уильяма Сей из Броксбурна и Иссендена и Элизабет Фрей
              - Анна Буршье (ум. 1571), 7-я баронесса Буршье с 1540; муж: с 9 февраля 1526 (аннулирован в 1552) Уильям Парр (14 августа 1513 — 28 октября 1571), 1-й барон Парр из Кендала в 1539—1553, 1559—1571, 1-й граф Эссекс в 1543—1553, 1559—1571, 1-й маркиз Нортгемптон в 1549—1553, 1559—1571

            - Сисели Буршье; муж: сир Джон Деверё (1463 — 5 марта 1500/1501), 2-й барон Феррерс из Чартли

          - сир Генри Буршье (ум. ок. августа 1458); жена: Элизабет Скейлз (ок. 1446 — 2 сентября 1473), 8-я баронесса Скейлз с 1460, дочь Томаса де Скейлза, 7-го барона Скейлза, и Эммы Уолесбург
          - сир Хэмфри Буршье (ум. 1471), барон Кромвель; жена: Энн Стэнхоуп, дочь Ричарда Стэнхоуп и Мод Кромвель
          - сир Джон Буршье (ум. 1495); 1-я жена: Элизабет Феррерс (1419 — до 23 января 1482), 6-я баронесса Феррерс из Гроуби, дочь сира Генри Феррерса из Гроуби и Изабеллы Моубрей, вдова Эдуарда Грея, 6-го барона Феррерс из Гроуби
          - сир Томас Буршье; жена: Изабель Бейрр, дочь сира Джона Бейрра
          - сир Эдвард Буршье
          - Фальк Буршье (умер во младенчестве)
          - Изабель Буршье (умер во младенчестве)
          - Хью Буршье (умер во младенчестве)
          - Флоренс Буршье (умерла после 1525)

        - Томас Буршье (ок. 1413 — 30 марта 1486), епископ Вустера 1434—1443, епископ Эли 1443—1454, архиепископ Кентерберийский с 1454, лорд Верховный канцлер Англии с 1455, кардинал с 1467
        - Уильям Буршье (ум. ок. 1470), 9-й барон Фицуорин; 1-я жена: Томасина Хенкефорд (1423—1453), 9-я баронесса Фицуорин, дочь Ричарда Хенкефорда и Элизабет Фицуорин; 2-я жена: Екатерина
          - (от 1-го брака) Фальк Буршье (25 октября 1445 — 18 сентября 1479), 10-й барон Фицуорин с 1453; жена: Элизабет Динхем (ум. 19 октября 1516), дочь Джона Динхема, 6-го лорда Динхема, и Джоан Эрш
            - Джон Буршье (20 июля 1470 — 30 апреля 1539), 11-й барон Фицуорин с 1479, 1-й граф Бат с 1536; 1-я жена: Сесилия Добене, дочь Жиля Добене, 1-го барона Добене, и Элизабет Арундел; 2- жена: Флоренс Бонвиль (1472 — октябрь 1524), дочь Джона Бонвиля из Хелнекера; 3-я жена: Элизабет Уэнтуорт (ум. после 1542), дочь сира Генри Уэнтуорта из Неттлстида
              - (от 1-го брака) Джон Буршье (ок. 1499 — 10 февраля 1560), 12-й барон Фицуорин и 2-й граф Бат с 1524; 1-я жена: Элизабет Хангерфорд, дочь сира Уолтера Хангерфорда; 2-я жена: Элеанор Меннерс, дочь сира Джорджа Меннерса, 11-го барона Рос; 3-я жена: Маргарет Донингтон (ок. 1509 — 20 декабря 1561), дочь Джона Донингтона
                - (от 1-го брака) Элизабет Буршье
                - (от 2-го брака) Джон Буршье (1529 — 28 февраля 1556), лорд Фицуорин; жена Френсис Китсон (ум. 1586), дочь сира Томаса Китсона из Хенгрейва
                  - Уильям Буршье (ум. 12 июля 1623), 13-й барон Фицуорин и 3-й граф Бат с 1560; жена: с 7 августа 1583 Элизабет Рассел (ум. 24 марта 1605), дочь Френсиса Рассела, 2-го графа Бедфорда
                    - сир Эдвард Буршье (ум. 31 марта 1636), 14-й барон Фицуорин и 4-й граф Бат с 1623; 1-я жена: Дороти Сент-Джон, дочь Джона Сент-Джона из Блетсо и Дороти Рид; 2-я жена: с 1633 Энн Ловет, дочь сира Роберта Ловета из Лискомба и Энн Саундерс
                      - (от 1-го брака) Элизабет Буршье (1622 — 22 сентября 1670) муж: Базил Филдинг (ок. 1608 — 28 ноября 1675), 2-й граф Денбиг
                      - (от 1-го брака) Дороти Буршье (ок. 1626 — после 1660); 1-й муж: с ок. 4 июня 1646 Томас Грей из Стемфорда (1623 — до 8 августа 1657); 2-й муж: Густавус Мекуорт (ум. август 1659)
                      - (от 1-го брака) Анна Буршье (ок. 1628—1662); 1-й муж: с 3 марта 145/1646 Джеймс Кренфилд (ноябрь 1621—1651), 2-й граф Миддлсекс; 2-й муж: сир Чичестер Врей (1628—1668), 3-й баронет Врей из Требитча

                    - Френсис Буршье

                - (от 2-го брака) Генри Буршье
                - (от 2-го брака) сир Джордж Буршье (ок. 1535—1605); жена: Марта Говард, дочь Уильяма Говарда, 1-го барона Говарда из Эффингема
                  - сир Генри Буршье (1593 — 15 августа 1654), 15-й барон Фицуорин и 5-й граф Бат с 1636

                - (от 2-го брака) Фальк Буршье
                - (от 2-го брака) Мэри Буршье; муж: Хью Уиот из Эксетера
                - (от 2-го брака) Сесилия Буршье; муж: Томас Пейтон из Плимута
                - (от 3-го брака) Сюзанна Буршье
                - (от 3-го брака) Бриджет Буршье; муж: Томас (Артур) Прайс из Вейнора

              - (от 1-го брака) Элизабет Буршье (23 августа 1548); муж: Эдвард Чичестер (ум. июль 1522)
              - (от 1-го брака) Дороти Буршье; муж: сир Джон Фалфорд

            - Джоан Буршье; муж: с ок. декабря 1488 Джеймс Туше (ок. 1463 — 28 июня 1497), 7-й барон Одли
            - Элизабет Буршье; 1-й муж: сир Эдвард Стэнхоуп из Ремптона (ум. 6 июня 1512); 2-й муж: сир Ричард Пейдж

          - (от 2-го брака) Элизабет Буршье

        - Джон Буршье (ок. 1415 — 15 мая 1474), 1-й барон Бернерс; жена: Марджери Бернерс (ум. 18 декабря 1475), дочь сира Ричарда Бернерса из Уэст Хорсли и Филиппы Дейлинридж
          - Хамфри Буршье (1440/1444 — 14 апреля 1471); жена: Элизабет Тилни (ум. 4 апреля 1497), дочь сира Фредерика Тилни из Бостона
            - Джон Буршье (1467 — 16 марта 1532), 2-й барон Бернерс с 1474; жена: Екатерина Говард, дочь Джона Говарда, 1-го герцога Норфолка, и Маргарет Чедуорт
              - Мэри Буршье; муж: Александр Юнтон из Уэдли
              - Джейн Буршье из Эшуэлторпа (ум. 17 февраля 1561/1562); муж: Эдмунд Ниветт (ум. 1 марта 1539)

            - Анна Буршье (ум. после сентября 1530); муж: с 1492 Томас Фиенн (1471/1472 — 9 сентября 1534), 2-й барон Дакр
            - Маргарет Буршье (1468—1551), баронесса Брайан, Леди Гувернантка детей короля Генриха VIII; муж: Томас Брайан из Шеддингтона (1464—1517)

          - Джоан Буршье; муж: сир Генри Невилл из Латимера (ум. 14 июля 1469)

        - Элеанор Буршье (ум. ноябрь 1474); муж: с 1424 Джон Моубрей (ум. 6 ноября 1461), граф Ноттингем, граф-маршал Англии, 6-й граф Норфолк и 3-й герцог Норфолк с 1432

  - Джон Буршье